# Peleteria nitella
Peleteria nitella är en tvåvingeart som beskrevs av Chao 1982. Peleteria nitella ingår i släktet Peleteria och familjen parasitflugor. Inga underarter finns listade i Catalogue of Life.